# Мстислав Святополкович
Мстислав Святополкович (?—12 июня 1099†) — князь Владимиро-Волынский (1099). По-видимому, был старшим сыном Святополка Изяславича от наложницы.
В ПВЛ сообщение о смерти Мстислава повторяется дважды: под 1097 и 1099 гг. У В.Н. Татищева рассказ об осаде Владимира и смерти Мстислава дается под 1099 годом, что делает последнее известие более вероятным.

## Биография
По версии Шафрова Г. М., в 1093—1097 годах Мстислав был Брестским князем. По версии ЭСБЕ, в 1095—1097 годах Мстислав был князем Новгород-Северским.
В 1099 году в Великую субботу (9 апреля), подчинившись требованиям Городецкого съезда (1098), Святополк занял Владимир-Волынский и оставил в нём княжить своего сына Мстислава. В этом же году Давыд Игоревич осадил Владимир. Во время осады Мстислав был убит стрелой на городской стене. Считается, что в записи о смерти Мстислава впервые упоминается устроенное на городской стене забороло: «Мстиславу же хотящу стрелити, внезапу ударен бысть под пазуху стрелою на заборолех сквозь дску скажнею».
По словам сказания о Феодоре и Василии, включенном в Киево-Печерский Патерик, Мстислав был поражен стрелой и испустил дух со словами: «Умираю за Федора и Василия». Мстислав домогался так называемого варяжского золота и серебра, хранившегося в Варяжской пещере, в которой жил инок Федор. Как упоминается в Патерике в житии преподобного Антония Печерского, пещера была найдена в Антонием в 1013 году, впоследствии в этой пещере поселился инок Феодор. Этот инок нашел в пещере много серебра и драгоценных сосудов и зарыл их в землю. Узнав о том, князь Мстислав Святополкович потребовал эти сокровища от инока, но Феодор отвечал князю, что Бог отнял у него память, и теперь он не знает, где эти сокровища им скрыты. Как сообщает автор сказания, Мстислав повелел пытать Федора, а сам, будучи пьяным («шумне быв от вина»), «стрелой уязви» Василия, друга Федора. Федор (по другим интерпретациям — Василий) предсказал подобную же смерть от стрелы Мстиславу. Тогда Мстислав умертвил Федора копьем.